# Косни
Косни (пол. Kosny) — село в Польщі, у гміні Ґловачув Козеницького повіту Мазовецького воєводства.
Населення — 129 осіб (2011).
У 1975-1998 роках село належало до Радомського воєводства.

## Демографія
Демографічна структура станом на 31 березня 2011 року:
|          | Загалом | Допрацездатний вік | Працездатний вік | Постпрацездатний вік |
| -------- | ------- | ------------------ | ---------------- | -------------------- |
| Чоловіки | 63      | 17                 | 41               | 5                    |
| Жінки    | 66      | 13                 | 40               | 13                   |
| Разом    | 129     | 30                 | 81               | 18                   |